# Psittirostre de Laysan
Telespiza cantans
Espèce
Statut de conservation UICN

 VU D2 : Vulnérable
Le Psittirostre de Laysan est une espèce de passereau appartenant à la famille des Fringillidae.

## Répartition
Cet oiseau est endémique de l'île de Laysan dans le nord-est de l'archipel hawaïen.

## Distribution
L’espèce est endémique de Laysan mais des lâchers ont été réalisés, à des fins de conservation, sur les atolls de Midway, et de Pearl et Hermes. La population de Midway, introduite en 1905, a disparu à la suite des combats du Pacifique en 1942 et 1944. Celle de Pearl et Hermes, importée en 1967, est toujours viable. Des os fossilisés trouvés sur Oahu et Molokai prouvent que l’espèce était beaucoup plus largement répartie dans les temps préhistoriques (Ottaviani 2020).

### Habitat
Le psittirostre de Laysan fréquente la végétation basse de l’atoll : Scaevola sericea, Eragrostis variabilis, Boerhavia repens, Ipomoea pes-caprae et Sicyos maximowiczii cucurbitacée (Ottaviani 2020).

### Alimentation
Le psittirostre de Laysan a survécu en consommant des oeufs d’oiseaux marins, du phragmite de Laysan Acrocephalus familiaris et, probablement aussi, des morceaux de charognes. Il mange également toutes les parties (racines, feuilles, fleurs et graines) des plantes indigènes et introduites ainsi que des invertébrés. Les invertébrés constituent 10,8 % du régime alimentaire, les graines d’Eragrostis variabilis 8,7 %, Boherhavia repens 8 %, Cyperus laevigata 8 %, Cenchrus echinatus 6,8 %, Portulaca sp. 6,2 %, Sesivium portulacastrum 5 %, les fleurs de Sicyos maximowiczii 8,3 % et de Sesuvium portulacastrum 4 %, et les fruits de Sicyos maximowiczii 2,5 %. La population introduite sur l’atoll de Pearl et Hermes, semble avoir développé un bec plus fort pour pouvoir briser les fruits à coque dure de Tribulus cistoides qui constituent l’essentiel de son alimentation, cette plante étant rare sur Laysan (Ottaviani 2020).

### Comportement alimentaire
Les psittirostres de Laysan ont appris à suivre les hommes quand ces derniers cheminent à travers des colonies d’oiseaux marins, faisant fuir les femelles de leur nid. Ils se précipitent alors sur les œufs ainsi exposés pour tenter de les briser et de les consommer. Ils n’hésitent pas à s’attaquer directement aux œufs de petite taille mais dépendent plus ou moins d’une présence humaine ou d’une cassure fortuite pour les gros œufs. Cameron Rutt, de l’USFWS, confirme qu’ils brisent eux-mêmes les coquilles d’œufs de petite taille mais quand il s’agit de gros œufs, ils attendent qu’une femelle quitte son nid pour se précipiter et consommer un œuf préalablement brisé. Il ajoute qu’ils s’en prennent aux œufs d’une dizaine d’espèces y compris à ceux de congénères (C. Rutt in litt. Ottaviani 2020).
Une séquence vidéo du site de la BBC Natural History Unit, titrée « The Laysan Finch » (plus facilement consultable sur celui d’Arkive) illustre bien ce comportement alimentaire. Elle met en scène un mâle s’approchant d’un oeuf déjà percé et envahi de mouches. Il commence à le consommer quand il est repéré par une huitaine de congénères du voisinage qui le harcèlent, chacun tentant de prélever une becquée de jaune d’oeuf dans un tintamarre de taï-taï-taï-taï-taï de menace. Le découvreur de l’oeuf ne parvenant plus à protéger sa trouvaille est obligé de l’abandonner ou de se mêler à la curée jusqu’à l’arrivée d’une sterne, probable propriétaire de l’oeuf qui les fait tous fuir.
Pour survivre, le psittirostre de Laysan semble s’être adapté aux conditions de son île rendues très rigoureuses par la destruction de la végétation. Il s’est alors tourné vers d’autres formes de nourriture comme les oeufs d’oiseaux marins voire même les oiseaux morts tout en continuant à exploiter la végétation encore disponible. La forme de son bec et de sa langue suggèrent d’ailleurs qu’il était originellement granivore (Ottaviani 2020).
Mœurs
Le psittirostre de Laysan a des moeurs qui dévient assez nettement de celles des autres drépanis. Il ne sautille pas mais court, se perche assez rarement, ne vole que sur de courtes distances et se réfugie sous des touffes d’herbes en cas de danger. Ce n’est pas pour autant un oiseau craintif et on peut même le voir à proximité des bâtiments. L’ensemble des données montre que le psittirostre de Laysan est très adaptable et opiniâtre dans la survie. Cette résistance est remarquable quand on pense qu’il a survécu à la destruction de la couverture végétale pendant 20 ans (de 1903 à 1923) par des lapins introduits par l’homme puis à la terrible tempête de 1923, au moment où les derniers rongeurs étaient exterminés. Sa population totale était alors réduite à quelques dizaines d’individus. Sa survie tient probablement à son régime alimentaire devenu omnivore et notamment à son adaptation particulière aux oeufs de sternes quand la nourriture végétale faisait totalement défaut (Ottaviani 2020).

### Statut, conservation
L’espèce est maintenant répertoriée comme « vulnérable ». Ses effectifs fluctuent amplement, parfois de 50 % d’une année à l’autre, actuellement estimés entre 5000 et 10000 individus, ce second chiffre représentant probablement la contenance maximale de l’île Laysan. Des lâchers ont été effectués en 1967 sur les deux petits atolls de Pearl et Hermes (situés au nord-ouest de Laysan) car un puissant cyclone pourrait anéantir la population mère. La population de Pearl et Hermes était de 772 individus en 1986, réduite à seulement 30-50 au début des années 2000. Les individus introduits sur Midway en 1905 ont tous disparu en 1944 à la suite de la prédation exercée par les rats noirs Rattus rattus introduits au cours de la seconde guerre mondiale (BirdLife International 2015). 

### Menaces
L’île Laysan semble n’avoir jamais été colonisée par les Polynésiens dans les temps préhistoriques mais elle a été intensivement exploitée pour le guano des oiseaux marins de 1890 à 1910. La chasse illégale des oiseaux marins pour leurs plumes a duré, de façon intermittente, jusque dans les années 1915. En 1903, des lapins ont été introduits pour servir de nourriture aux collecteurs de guanos mais comme il n’y a aucun mammifère prédateur sur l’île, les lapins ont pullulé, rasant la quasi totalité de la végétation. L’une des trois plantes endémiques, trois des cinq oiseaux terrestres indigènes et plusieurs espèces d’invertébrés disparurent. Le psittirostre de Laysan fut le seul passereau de l’île à avoir survécu à ce désastre écologique qui prit fin en 1923 quand les derniers lapins furent abattus et après le passage de la tempête dévastatrice de 1923 (Ottaviani 2020).
De nos jours, les cyclones et les périodes de sécheresse constituent les principales menaces qui peuvent anéantir complètement une saison de nidification. Le réchauffement climatique global représente un danger supplémentaire car l’île atteint un maximum de 12 m d’altitude et les prédictions pour 2100 annoncent une élévation du niveau de la mer de 0,5 à 2 m, cette seconde menace risquant d’accroître la première. L’apparition de la plante envahissante Verbesina encelioides, astéracée, constatée la première fois sur Pearl et Hermes en 1998 puis sur Midway l’année suivante, a initialement été considérée comme la bienvenue car elle sert à l’oiseau de nourriture et de site de nidification. Malheureusement les formations de verbésina entravent les déplacements des oiseaux de mer notamment quand ils regagnent leur nid d’où la décision d’éradiquer la plante, d’abord à Pearl, ensuite à Hermes. À la suite de son élimination, les effectifs de psittirostres s’effondrèrent et un compromis fut trouvé de contrôler cette astéracée tout en laissant des parcelles disponibles aux psittirostres. Elle est tout de même suspectée de menacer le psittirostre à long terme en empiétant sur les plantes endémiques (BirdLife International 2015). Cette plante originaire des Etats-Unis et du Mexique a été introduite, volontairement ou accidentellement, au Moyen-Orient, Espagne, Argentine, Australie et dans les îles du Pacifique.

### Mesures de conservation
L’île Laysan bénéficie de la protection gouvernementale de l’Hawaiian Islands National Wildlife Refuge et du Monument National Marin de Papahanaumokuakea. Une action visant à éradiquer la plante herbacée exotique Cenchrus echinatus, (poacée originaire d’Amérique du Nord et du Sud) initiée en 1992 par l’US Fish and Wildlife Service, a permis la régénération des formations d’Eragrostis variabilis, la plante de prédilection de l’oiseau pour sa nidification (Pratt 2005, 2010). L’île Laysan et les atolls de Pearl et Hermes sont dévolus à la protection du psittirostre et font l’objet d’un programme de suivi. Les îles ne sont pas habitées en permanence et les visiteurs sont strictement contingentés et fouillés pour s’assurer qu’ils ne sont pas porteurs de graines ou d’insectes. L’autre objectif est de restaurer les habitats dans leur intégrité d’origine. Tarr et al. (1998) ont mené une étude génétique comparative entre la population fondatrice de Laysan et celle introduite de Pearl et Hermes. Ils ont conclu que cette dernière ne constitue pas un réservoir génétique approprié et recommandent l’établissement de nouvelles populations sur d’autres îles du nord-ouest. Pratt et al. (2009) estiment que l’introduction de cette espèce sur Lisianski est de bon augure car elle offre des conditions écologiques similaires à celles de Laysan sous réserve d’y créer, au préalable, des sources d’eau douce (Ottaviani 2020).